# Reservetank
Reservetank ist ein Lied der deutschen Singer-Songwriterin Madeline Juno aus dem Jahr 2025. Das Stück ist die erste Singleauskopplung aus ihrem siebten Studioalbum Anomalie, Pt. 1.

## Entstehung und Artwork
Das Lied wurde von der Interpretin selbst, zusammen mit den Koautoren Joschka Bender, Wanja Bierbaum (Hardy X) und Wieland Stahnecker (Blinker), geschrieben. Die beiden Koautoren Bender und Hardy X zeichneten zudem auch für die Produktion verantwortlich. Bender war darüber hinaus alleine auch für die Abmischung zuständig. Alle drei Koautoren arbeiteten bereits in der Vergangenheit mit Juno zusammen. Während der Berliner Musiker Bender bereits seit Beginn von Junos Karriere festes Mitglied ihrer Liveband ist und an diversen Produktionen, in verschiedenen Funktionen, beteiligt gewesen war, arbeitet der Koblenzer Musiker Blinker seit ihrem fünften Studioalbum Besser kann ich es nicht erklären (Januar 2022) regelmäßig mit ihr zusammen, wie auch Bender, als Autor, Studiomusiker sowie festes Mitglied ihrer Liveband. Hardy X startete die Zusammenarbeit mit Juno mit den Arbeiten an ihrem vorangegangenen Studioalbum Nur zu Besuch (Januar 2024), wobei der Österreicher als Autor, Produzent und Studiomusiker von vier Titeln agierte. Das Mastering erfolgte durch HP Mastering Hamburg, unter der Leitung von Studiobetreiber Hans-Philipp Graf. Darüber hinaus war Martin Rott für das Arrangement der Streichinstrumente zuständig.
Auf dem Frontcover der Single ist – neben Interpretenangabe und Liedtitel – Juno zu sehen. Es zeigt sie in einem schwarzen Outfit, mit dem Blick nach oben, während ein Scheinwerfer auf sie gerichtet ist. Die Fotografie entstand bei den Dreharbeiten zum dazugehörigen Musikvideo und wurde von Ben Levien Wörmann geschossen.

## Veröffentlichung und Promotion
Die Erstveröffentlichung von Reservetank erfolgte als Single am 24. Januar 2025 bei Embassy of Music. Diese erschien als digitale 2-Track-Single zum Download und Streaming mit der B-Seite Butterfly Effect. Der Vertrieb erfolgte durch Tonpool; verlegt wurde das Lied durch Budde Music Publishing, Edition Forest Fire, Edition Indiekator und Universal Music Publishing. Am 13. Juni 2025 erschien das Lied als Teil von Junos siebten Studioalbum Anomalie, Pt. 1 (Katalognummer: 770994), dessen erste Singleauskopplung es ist.
Erstmals angekündigt wurde die Singleveröffentlichung zu Reservetank, gemeinsam mit den Arbeiten zum siebten Studioalbum, von Juno über ihre sozialen Medien am 16. Januar 2025. Einen Tag später folgte die Ankündung der B-Seite sowie nochmals einen Tag später die Präsentation des Coverbildes.

## Inhalt
| „Hände zittern wie bei dreihundert km/h. Auf den Kreuzen in der Straße les’ ich meinen Nam’n. Tunnelblick und fuck, ich weiß nicht, wohin ich fahr’. Sag, wie weit kommt mein Herz auf Reservetank? Und während vor mir die Kontrollleuchte blinkt. Frag’ ich mich, ob ich hoffnungslos bin. Hände zittern wie bei dreihundert km/h. Sag, wie weit kommt mein Herz auf Reservetank?“ – Refrain, Originalauszug | Der Liedtext zu Reservetank ist in deutscher Sprache verfasst und stammt von der Interpretin selbst sowie Joschka Bender, Blinker und Hardy X. Alle Texter waren zugleich für die Komposition zuständig und komponierten die Musik in b-Moll mit 127 Schlägen pro Minute. Musikalisch bewegt sich das Lied im Bereich Popmusik. Inhaltlich setzt sich Juno in Reservetank mit Themen wie Erwartungsdruck und Versagensängste auseinander. Juno selbst beschrieb den Entstehungsprozess wie folgt: „Beim Schreiben dieses Songs habe ich versucht zu verarbeiten, wie sehr und oft ich im Laufe meines Lebens an meine Grenzen gekommen bin und das Gefühl hatte, an meiner Karriere mental kaputt zu gehen” […] “Zwischen den Zeilen geht es um Ehrgeiz, meine Träume und den Willen, diese zu verfolgen, nicht aufgeben zu wollen, nicht loslassen zu können, sich steigern und immer besser werden zu wollen. Gute Leistung zu erbringen.” Aufgebaut ist das Lied auf einem Intro, zwei Strophen, einem Refrain und einem Outro. Es beginnt mit dem vierzeiligen Intro, dass sich aus Teilen des Refrains zusammensetzt. An dieses schließt sich die erste Strophe an, die als Achtzeiler verfasst wurde. Auf die erste Strophe folgt erstmals der Refrain, der ebenfalls acht Zeilen umfasst. Der gleiche Aufbau wiederholt sich mit der zweiten Strophe. Nach dem zweiten Refrain endet das Lied mit dem Outro. Dieses besteht aus vier Zeilen und setzt sich aus je zwei Zeilen der ersten Strophe und des Refrain zusammen. |

## Musikvideo
Das Musikvideo zu Reservetank wurde Mitte Dezember 2024 gedreht und feierte seine Premiere am 24. Januar 2025 auf der Videoplattform YouTube. Dieses lässt sich in drei Abschnitte unterteilen, die immer wieder im Wechsel zu sehen sind. Es zeigt Juno zum einen, die nachts in einem Auto unterwegs ist, dabei auf einem der hinteren Fenster während der Fahrt sitzt; oder wie sie vorm parkenden Fahrzeug steht, während sie das Lied singt. Zum anderen sind Studioaufnahmen von Juno zu sehen, bei denen sie einerseits alleine im Scheinwerferlicht und andererseits in einem kleinen Blumenfeld steht. In letzterer Szene ist zudem das Fahrzeug erneut zu sehen, das über ihr schwebt und während des Videos immer näher auf sie zukommt. Das Video endet auch mit dieser Szene, wobei diesmal das Fahrzeug wieder von ihr weg schwebt. Die Gesamtlänge des Videos beträgt 2:36 Minuten. Regie führte der Berliner Filmemacher Jakob Marwein.

## Mitwirkende
| Liedproduktion - Joschka Bender: Abmischung, Komposition, Liedtext, Musikproduktion - Wanja Bierbaum (Hardy X): Komposition, Liedtext, Musikproduktion - Hans-Philipp Graf: Mastering - Madeline Juno: Gesang, Komposition, Liedtext - Martin Rott: Arrangement (Streichinstrumente) - Wieland Stahnecker (Blinker): Komposition, Liedtext Unternehmen - Budde Music Publishing: Musikverlag - Edition Forest Fire: Musikverlag - Edition Indiekator: Musikverlag - Embassy of Music: Musiklabel - HP Mastering Hamburg: Tonstudio - Tonpool: Vertrieb - Universal Music Publishing: Musikverlag | Visualisierung (Cover) - Ben Levien Wörmann: Fotografie Musikvideo - Philipp Bodor: Oberbeleuchtung-Assistenz - Stefanie Ganschow: Filmproduktion, Styling - Ruben Hensel: Oberbeleuchtung - Pelleas Hoepfner: Kameraassistenz - Bernd Koch: Computergrafiken - Jakob Marwein: Kamera, Regie - Antonia Sprenger: Szenenbild - Nil Tomm: Computergrafiken - Anne-Marie Wittchen: Haare, Schminke |

## Rezensionen
Der Rezensent von Music Made in Germany, eine Initiative für die deutsche Musikszene, ist der Meinung, dass sich Reservetank wie eine rauschhafte Fahrt durch Erwartungsdruck und Versagensängste anfühle. Auf textlicher Ebene finde Juno die perfekte Metaphern-Kette für diffuse Gefühle des Überholt- und Abgehängt-Werdens sowie des Dennoch-Durchhaltens und -Durchstartens.
CK vom Cityguide Rhein-Neckar beschrieb Juno im Jahr 2025 als Stärker als je zuvor. Reservetank bringe einen neuen „edgy Vibe“ und fühle sich an wie eine rauschhafte Fahrt durch Erwartungsdruck und Versagensängste; Kaltstart – und die Welt fliege vorbei, während Junos Gesang einen in eine Mischung aus zarten Tönen und locker „geflowten Parts“ einhülle, die präsenten Beats das abwechslungsreiche Tempo vorgeben und die vielschichtigen Klangflächen den idealen Beifahrer für Junos Gesang darstellen würden. Das Stück erzähle, wie man es von Juno gewohnt sei: „schonungslos ehrlich und zugleich einfühlsam – von einem Druck, der von innen kommt und von einem oft ungesunden instabilen Lebensstil, der damit einhergeht, eine Karriere aufrechtzuerhalten“.